# 特殊效果
特殊效果，簡稱特效，特技的一部分，是指在戏剧、电影、电视、电子游戏和模拟器行业中用于模拟故事或虚拟世界中创造现实中存在或不存在的事物的技术，分为特殊摄影（将不存在的事物实现的技术之一）、特殊美术与合成（视觉效果）。特效技术是一个外延不断变化的概念。随着技术发展，一些技术已经不再属于特效，比如彩色电影和剪辑中的一些手段；同时，一些新的概念不断被纳入特效领域，比如电脑动画、電腦合成影像、数字立体技术等。

## 特效分类
- 机内特效
- 物理特效
- 光化学特效
- 数字特效

## 数字特效软件
- 绘图软件
- 三维动画软件
- 合成软件